# Valter Matošević
Valter Matošević, né le 11 juin 1970 à Rijeka, est un ancien handballeur croate évoluant au poste de gardien de but. 
Avec l'équipe nationale de Croatie, il est notamment double champion olympique (1996 et 2004) et champion du monde 2003.

## Palmarès

### Club
Compétitions internationales
- Vainqueur de la Coupe de l'EHF (1) : 2000
  - Finaliste en 2001
- Finaliste de la Ligue des champions en 1995
- Finaliste de la Coupe des coupes en 2005

Compétitions nationales
- Vainqueur du Championnat de Croatie (5) : 1994, 1995, 1996, 2003, 2005
- Vainqueur de la Coupe de Croatie (6) : 1994, 1995, 1996, 2001, 2003, 2005
- Vainqueur de la Coupe du Danemark (1) : 2009

### Sélection nationale
Jeux olympiques
- Médaille d'or aux Jeux olympiques de 1996 à Atlanta,  États-Unis
- Médaille d'or aux Jeux olympiques de 2004 à Athènes,  Grèce

Championnats du monde
- Médaille d'or au Championnat du monde 2003,  Portugal
- Médaille d'argent au Championnat du monde 1995,  Islande
- 9e place au Championnat du monde 2001,  France
- 13e place au Championnat du monde 1997,  Japon

Championnats d'Europe
- Médaille de bronze au Championnat d'Europe 1994,  Portugal
- 4e place au Championnat d'Europe 2004,  Slovénie
- 5e place au Championnat d'Europe 1996,  Espagne
- 6e place au Championnat d'Europe 2000,  Croatie
- 8e place au Championnat d'Europe 1998,  Italie
- 16e place au Championnat d'Europe 2002,  Suède

Jeux méditerranéens
- Médaille d'or aux Jeux méditerranéens de 1991 à Bari,  Italie
- Médaille d'or aux Jeux méditerranéens de 1997 à Bari,  Italie
- Médaille d'or aux Jeux méditerranéens de 2001 à Tunis,  Tunisie

### Distinctions individuelles
- Élu handballeur croate de l'année en 1996